# Adeline Genée
Adeline Genée, nata Anina Kirstina Margarete Petra Jensen, (Århus, 6 gennaio 1878 – Esher, 23 aprile 1970), è stata una ballerina britannica, di origine danese.

## Biografia
Adottata da suo zio Alexandre Genée, prese il suo cognome e adottò il nome Adeline in omaggio alla cantante Adelina Patti.
Studiò danza con suo zio, maître de ballet ad Aquisgrana, ed esordì all'età di dieci anni a Oslo. Dopo un breve soggiorno a Berlino, interpretò a Monaco di Baviera il suo primo grande ruolo, Swanilda in Coppélia su coreografia di suo zio, opera sulla quale impernierà la sua carriera.
Applaudita a Londra dal 1897 al 1907, si spostò negli Stati Uniti d'America e poi andò in Australia e in Nuova Zelanda.
Dopo aver dato l'addio alle scene nel 1917, presiedette la Royal Academy of Dancing dal 1920 al 1954 e fu membro fondatore della Camargo Society.
Fu spesso paragonata alla famosa ballerina Maria Taglioni per la leggerezza della sua danza.
Venne nominata Dame Adeline Genée nel 1950.